# ゴダイ
ゴダイ株式会社は、兵庫県を中心に岡山県、鳥取県、京都府（北部）にドラッグストア、調剤薬局を出店する小売企業。日本ドラッグチェーン会加盟。
2014年12月より、介護事業としてデイサービス施設第1号「でんでんクラブ赤穂店」を兵庫県赤穂市に開所したのを皮切りに、2019年8月現在8店舗を運営している。
「でんでんクラブ」はリハビリ特化型デイサービス施設で、パワーリハビリを導入し、利用者の自立支援、介護量軽減、QOLの向上を目指す。

## 沿革
- 1930年（昭和5年）- 庄屋堂大薬房を姫路市福中町で創業する。
- 1946年（昭和21年）- ゴダイの前身となる西山化学工業株式会社を駅前町に設立。
- 1956年（昭和31年）- 五大化学工業に改名。五大薬局を創業。
- 1994年（平成6年）- ドラッグストアを進出。20店舗達成。
- 1995年（平成7年）- ゴダイ株式会社に変更。
- 2001年（平成13年）- 50店舗達成。
- 2004年（平成16年）- 居宅介護支援所開設。
- 2014年（平成26年）- リハビリ特化型デイサービスを開設
- 2017年（平成29年）- ローソン神戸ジェームス山店を開設
- 2017年（平成29年）- ゴダイ薬局御国野店が相次いでデザイン賞を受賞した。[1]

## 店舗数
2019年8月現在約130店舗を出店している。
- 兵庫県59店（姫路市27店、たつの市5店、赤穂市4店他）
- 京都府13店（ドラッグストア9店）　…いずれも丹波、丹後、舞鶴地方への出店。
- 鳥取県2店
- 岡山県5店